# Garbce (przystanek kolejowy)
Garbce – przystanek kolejowy w Garbcach, w województwie dolnośląskim, w Polsce.

## Ruch pasażerski
| Rok  | Wymiana pasażerska na dobę |
| ---- | -------------------------- |
| 2017 | 50-99                      |
| 2022 | 50-99                      |

## Połączenia
- Poznań Główny
- Rawicz
- Wrocław Główny
- Żmigród